# On recherche
On recherche — Last Seen Wearing ... dans l'édition originale américaine — est un roman policier américain de Hillary Waugh publié en 1952. 
Selon Claude Mesplède, « précis, rigoureux et sobre, cet ouvrage marque une date importante : il est l'un des premiers (et parmi les meilleurs) romans de procédure policière ».

## Résumé
Dans une petite ville du Massachusetts, à 66 miles de Boston, sur l'heure du midi d'un froid jour d'hiver, Mary Lowell Mitchell, 18 ans, une étudiante originaire de Philadelphie, disparaît du campus de son collège. Après avoir alerté les parents, la direction de l'établissement ne tarde pas et appelle la police qui retrouvent tous les effets personnels de la jeune fille dans sa chambre, et même son journal intime, dans l'un de ses tiroirs.
Frank W. Ford, le chef de la police, croit d'abord à une fugue amoureuse. Il penche aussi vers une autre explication plausible : la jeune femme, se découvrant enceinte, a trouvé un médecin pour obtenir en douce un avortement, car cette opération est encore illégale aux États-Unis dans les années 1950. Ford mandate donc certains de ses aides pour rechercher dans les environs un docteur complaisant qui aurait pu faire ce type d'intervention. Lors des interrogatoires des amies de la disparue et du personnel menées par les policiers, tout laisse pourtant croire que la jeune Mary était studieuse et encore vierge, mais Ford ne veut pas en démordre : il est persuadé qu'un homme est mêlé de près ou de loin à l'affaire. Procédant avec méthode, il ordonne le dragage d'un lac artificiel non loin duquel la jeune fille a été aperçue le jour de sa disparition, car il n'écarte pas la thèse possible du suicide, mais dresse également une liste de suspects masculins à l'aide du journal intime. Quand il s'aperçoit que le texte du journal est en fait codé, il met à jour ce qui semble bien être une piste.

## Particularité du roman
- Bien que se déroulant dans un collège du Massachusetts, le récit trouve sa source d'inspiration dans un fait divers réel, l' affaire Paula Jean Welden, du nom de cette étudiante du Bennington College dans l'État de Vermont, disparue le 1er décembre 1946 dans les Montagnes Vertes, et qui ne fut jamais retrouvée.

- « L'auteur choisit de retranscrire les interrogatoires et de décrire le travail méthodique des policiers »[1]. Il s'interdit tout développement sentimental, même lorsque la police découvre que la jeune fille était enceinte de six semaines.

## Honneurs
On recherche occupe la 12e place au classement des cent meilleurs romans policiers de tous les temps établi en 1990 par la Crime Writers' Association.
On recherche occupe également la 74e place au classement américain des cent meilleurs livres policiers établi en 1995 par l'association des Mystery Writers of America.

## Éditions
Édition originale en anglais
- (en) Hillary Waugh, Last Seen Wearing ..., New York, Doubleday Crime Club, 1952 — Édition américaine

Éditions françaises
- (fr) Hillary Waugh (auteur) et Edwige Champoury (traducteur), On recherche [« Last Seen Wearing ... »], Genève, Ditis, coll. « Détective-club-Suisse no 95 », 1953, 224 p.
- (fr) Hillary Waugh (auteur) et Edwige Champoury (traducteur), On recherche [« Last Seen Wearing ... »], Paris, Ditis, coll. « Détective-club-France no 64 », 1953, 224 p. (BNF 31626177)
- (fr) Hillary Waugh (auteur) et Edwige Champoury (traducteur), On recherche [« Last Seen Wearing ... »], Paris, J'ai lu, coll. « J'ai lu policier no 16 », 1964, 256 p. (BNF 33220977)
- (fr) Hillary Waugh (auteur) et Edwige Champoury (traducteur), On recherche [« Last Seen Wearing ... »], Paris, Librairie des Champs-Élysées, coll. « Le Masque. Les Maîtres du roman policier no 1840 », 1986, 217 p. (ISBN 2-7024-1709-4, BNF 34872764)

## Sources
- Claude Mesplède, Dictionnaire des littératures policières, vol. 2 : J - Z, Nantes, Joseph K, coll. « Temps noir », 2007, 1086 p. (ISBN 978-2-910686-45-1, OCLC 315873361), p. 457.